# خسوس تاتو
خسوس تاتو (انگلیسی: Jesús Tato؛ زادهٔ ۱۲ ژوئیهٔ ۱۹۸۳) بازیکن فوتبال اهل اسپانیا است.
از باشگاه‌هایی که در آن بازی کرده‌است می‌توان به باشگاه فوتبال مغرب تطوان، باشگاه فوتبال بارسلونا سی، باشگاه فوتبال رئال مورسیا، باشگاه فوتبال رئال ساراگوسا، باشگاه فوتبال ژیرونا، باشگاه فوتبال آلباسته بالومپیه، باشگاه فوتبال لاس پالماس، باشگاه فوتبال خرز، و باشگاه فوتبال بارسلونا اشاره کرد.
وی همچنین در تیم‌های ملی فوتبال زیر ۱۶ سال اسپانیا و زیر ۲۰ سال اسپانیا بازی کرده‌است.